# Ball de Dames i Vells de Reus
El Ball de Dames i Vells és una peça de teatre de carrer, de caràcter satíric i burlesc, interpretat només per homes, d'argument senzill i planer, i de llenguatge còmic, barroer, ple d'al·lusions eròtiques, gests obscens i paraules mal sonants.

## Història
A Reus la primera documentació del Ball és del 1533, tot i que en tenim moltes altres referències. Hi ha constància de la regular participació en les Festes de Misericòrdia entre els anys 1623 i el 1921. Andreu de Bofarull, Francesc Torné i Domingo o Antoni de Bofarull els citen en els seus llibres. Fins i tot se sap que el 1792 van actuar a la ciutat dos Balls de Dames i Vells, però no s'ha trobat el text del Ball, tal com sí que ha passat a Tarragona.
El fet que no fos un Ball organitzat per un gremi ni una institució ha fet que tampoc es tinga localitzada cap mena de document comptable del qual es puga deduir cap característica. Sí que es coneix que el Ball de Dames i Vells de Reus havia de ser tan mordaç i iconoclasta com ho és avui dia el de Tarragona, ja que el 29 de juny de 1763 en passar la processó de Sant Pere per la Plaça del Mercadal, un component del Ball "dirigió sus muecas a los soldados" i aquests el van prendre presoner. Llavors els altres balls, espectadors i capellans van començar a clavar cops de puny, i fins i tot, cops de ciri als soldats. Des del Campanar es va tocar a sometent i la gent ocupà el Mercadal i el carrer de Monterols "armados de toda clase de instrumentos, armas arrojadizas y de fuego" i els soldats es replegaren al quarter deixant lliure el dansaire. Tot i això aquest s'hagué de refugiar un any al convent de Sant Francesc, el campaner a Poblet, el tinent d'alcalde empresonat i el cap militar expulsat del regiment.
El podem catalogar dins el gènere dels Balls parlats. Pere Anguera defineix els Balls Parlats com a "espectacles populars basats en el diàleg en els quals la música i la coreografia desenvolupen un paper complementari, és a dir, en els quals el text i el seu missatge assumeixen el protagonisme".
El Ball de Dames i Vells de Reus va ser recuperat per la companyia de teatre la Gata Borda durant la Festa Major de Sant Pere de 2009, amb l'apadrinament del ball de Dames i Vells de Tarragona.

## Argument
El Ball de Dames i Vells tracta de les batusses còmiques que sostenen una colla de matrimonis, malavinguts per raó de la diferència d'edat en cadascuna de les parelles. Els marits figuren ser vells xarucs, mentre que les dones són encara joves i eixerides.
A les parelles els aconsellen el Senyor Rector, el Batlle i el Mosso d'Esquadra. En una variant del ball (Ball de Malcasats), són aconsellats pel Jutge, l'Agutzil i el Rector. Aquestes autoritats queden en evidència en utilitzar mètodes corruptes i autoritaris per solucionar les disputes. També hi ha un o dos diables burlescos que obren i tanquen el Ball. Hi ha una inversió de papers, ja que els papers masculins són interpretats per dones vestides d'home i els femenins per homes vestits de dones. El ball, que no forma part del conjunt de grups festius que surten a la professó i acompanyen les autoritats, es pot veure en diferents places del nucli antic de la vila en els dies propers al 29 de juny.